# Vicente Antonio García de la Huerta
Vicente Antonio García de la Huerta (Zafra, 19 de marzo de 1734 - Madrid, 12 de marzo de 1787) fue un poeta y dramaturgo español, hermano del sacerdote y también escritor Pedro García de la Huerta.
En Madrid, pronto llamó la atención por su arrogancia y su belleza y al final de su vida dirigió la Biblioteca Nacional, pero lo despidieron porque sus enemigos levantaron sospechas sobre él. La publicación de su colección de piezas de teatro del Siglo de Oro Theatro Hespañol (sic) (1785-1786) le supuso severas críticas por parte de los que entendieron exclusiones tan arbitrarias como la de Lope de Vega, su creador, y afectaron a su raciocinio. Murió en Madrid, sin llevar a cabo su afán de reavivar el drama nacional. Su tragedia Raquel es considerada una de las obras más relevantes del teatro neoclásico español.

## Biografía
Nació en Zafra en 1734, pero pocos años después, alrededor de 1737, se trasladó con su familia a Aranda de Duero al ser nombrado el padre administrador del almacén real de la sal en aquella población. Cambiaron luego su residencia a Madrid, desde donde Vicente, ya entrando en la adolescencia, se encaminó a Salamanca, donde vivía su tío Joaquín García de la Huerta, abogado de los Reales Consejos. En 1748 se matriculó en Gramática y Artes en la Universidad de Salamanca, aunque no llegaría a obtener el grado de bachiller. Posteriormente regresó a Madrid, donde contrajo matrimonio en 1757 con Gertrudis Carrera y Larrea, dama salmantina con la que llevaba varios años conviviendo.
En Madrid trabajó como archivero del Duque de Alba; este le consiguió además el puesto de oficial primero de la Real Biblioteca. Se casó con Gertrudis Carrera y Larrea. Bajo la protección del duque de Alba, ingresó en las tres academias: Academia Española de la Lengua, de la Historia y en la de Artes de San Fernando. Con motivo de la entrada en Madrid de Carlos III, le encomendaron la redacción de los epitafios e inscripciones de los arcos triunfales. Después del Motín de Madrid de 1766, conocido también como Motín de Esquilache, huyó a París donde fue espiado por miembros de la embajada española y su correspondencia interceptada. En París estuvo desde la primavera de 1766. Y al volver a España fue sospechoso de actuar contra el gobierno y fue desterrado al Peñón de Vélez de la Gomera, aunque le fue conmutado el destierro por otro en Granada. Resentido por ese ostracismo, regresa a Madrid en 1777, pero el ambiente literario y social de la corte estaba muy cambiado. Sin embargo pudo ver representada su obra más conocida, la tragedia Raquel, considerada por algunos como la mejor muestra de tragedia neoclásica española. 
Por otra parte, editó una antología del teatro clásico español barroco en 16 volúmenes, Theatro Hespañol (sic) (1785-1786), en la cual no incluyó la obra de Lope de Vega, fundador de ese teatro, y de todos sus discípulos, Tirso de Molina, Juan Ruiz de Alarcón, Guillén de Castro, Antonio Mira de Amescua, Luis Vélez de Guevara y Juan Pérez de Montalbán, mientras que privilegia, coincidiendo con el gusto popular, a Pedro Calderón de la Barca y a toda su escuela. Dicha exclusión al igual que la actitud despreciativa hacia Cervantes, a quien motejó de envidioso, supuso al autor que los diez últimos años de su vida fueran amargados por polémicas con otros escritores: Tomás de Iriarte (una décima y un epitafio), Samaniego (Continuación a las memorias críticas de Cosme Damián), Juan Pablo Forner (Reflexiones sobre la lección crítica, Fe de erratas al prólogo del Theatro Hespañol y soneto El ídolo del vulgo), Leandro Fernández de Moratín con su poema de épica burlesca Huerteida e incluso Melchor Gaspar de Jovellanos, que llegó a escribir la Relación del caballero Antioro de Arcadia, una sátira contra él. El poeta reaccionó de manera típicamente airada y orgullosa, contra Samaniego y Forner sobre todo.
Su poesía está recogida fundamentalmente en dos publicaciones: Obras poéticas, en dos tomos (1778-1779) y Poesías (Segunda edición aumentada, 1786). Es autor, también, de varios poemas que se publicaron sueltos, como el Endimión (1755). La calidad de su obra poética ha sido reivindicada recientemente por el crítico Miguel-Ángel Lama. Escribió también una Biblioteca Militar Española (1760 y reeditada en 2001 visible en librosalcana.com).

## Obra

### Raquel
En el año 1778 se sitúa el estreno en Madrid de Raquel. Su composición puede ser anterior, quizá en 1776, y se representó durante el exilio del autor en Orán. Es la primera de las tragedias salidas de la pluma de Vicente García de la Huerta. Aparece en el momento de consolidación de la tragedia neoclásica española como género. Es una de las obras que contribuye decisivamente a esa consolidación. En la capital de España, Raquel obtuvo un éxito absoluto, se escenificó en el Teatro del Príncipe durante cinco días. Fue un texto de gran aceptación, como lo prueba el hecho de que poco antes de imprimirse ya circulasen muchas copias manuscritas de ella.
La obra relata los amores del rey Alfonso VIII con una judía de Toledo, Raquel, famosa por su hermosura y por su ambición de poder, que provocan el desorden político y, consiguientemente, el disgusto y malestar de todos por la pérdida de autoridad del monarca. Asistimos a la sublevación popular ante el catastrófico estado en que se ve sumido el reino. Los nobles y el pueblo se unen en contra de Raquel y en defensa de su soberano. El final se resuelve con la muerte de la hermosa judía durante la ausencia del rey a manos de su consejero Rubén, consejero que es ajusticiado por el monarca cuando se produce su regreso a la corte.
Se escenifica en Raquel una historia que había tenido ya amplio tratamiento en el teatro español precedente desde Lope de Vega, en su obra Las paces de los reyes y judía de Toledo, de 1617. El asunto fue retomado por Antonio Mira de Amescua en su obra La desgraciada Raquel (1625); por Juan Bautista Diamante en La judía de Toledo, publicada en 1667 (según algunos críticos, esta obra no es sino la pieza de Mira de Amescua, cambiada de título, que sufre unas correcciones debidas a la censura y que fue indebidamente atribuida en la impresión a un autor incorrecto); por Pedro Francisco Lanini Sagrado en El rey don Alfonso el Bueno (1675), y en La batalla de las Navas y rey don Alfonso el Bueno (1675). Vicente García de la Huerta toma en particular consideración el texto atribuido a Juan Bautista Diamante, muy representado en la última parte del siglo XVII y dúrante todo el XVIII, especialmente en su primera mitad, y el poema de Luis Ulloa de Pereira titulado Raquel, para componer su propia creación. Otorga un carácter político a su tragedia, al ponerla en relación con los sucesos acaecidos en marzo de 1766, con el motín de Esquilache.
Los principios básicos defendidos en las poéticas y preceptivas neoclásicas son escrupulosamente respetados. Así, la norma de las unidades, lugar, tiempo y acción.

### Obras dramáticas menores
Tres tragedias y una comedia pastoril forman la totalidad de la obra dramática conservada de Vicente García de la Huerta. La comedia pastoril Lisi desdeñosa, aún inédita, fue descubierta por Juan Antonio Ríos Carratalá. 
Las tragedias que ascenan y forman la parte más importante de la producción dramática de Huerta. Raquel fue publicada por vez primera en el tomo I de las Obras poéticas de 1778, y Agamenón vengado en el tomo II de esa misma colección en 1779. La fe triunfante del amor y cetro» apareció suelta, precedida de un prólogo de su autor, en Madrid, el año 1784. 
La fe triunfante del amor y cetro o Xaira es simplemente mencionada por la crítica como la traducción de Zaïre (1732) de Voltaire, pero Huerta, como él mismo apunta en el prólogo a su edición, reelabora una traducción anterior publicada anónima en Barcelona y reimpresa en esa misma ciudad en 1782. 
Agamenón vengado es una reelaboración de la versión de la Electra de Sófocles realizada en el siglo XVI por Fernán Pérez de Oliva con el título de La venganza de Agamenón. Huerta conoció el original de Pérez de Oliva incluido por José López Sedano en el tomo sexto de su Parnaso español. Colección de poesías escogidas de los más célebres poetas castellanos (Madrid: Sancha, 1772).